# Georg Werner
Georg Werner (Stoccolma, 8 aprile 1904 – Stoccolma, 26 agosto 2002) è stato un nuotatore svedese.
Specializzato nello stile libero ha vinto la medaglia di bronzo nella staffetta 4x200 m sl alle Olimpiadi di Parigi 1924.

## Palmarès
- Olimpiadi

Parigi 1924: bronzo nella staffetta 4x200 m sl.
- Europei di nuoto

1926 - Budapest: bronzo nei 100 m sl e nella staffetta 4x100 m sl.